# 리스크 평가제도
리스크 평가제도(RAAS: Risk Assessment and Application System)란 금융감독원이 보험사의 리스크를 종합평가해 차별화된 감독을 적용하는 방식이다. 각종 예기치 못한 위험요인을 대비, 충격완충으로서 자기자본을 보유하게 하여 재무건전성 재고를 목적으로 한다.
도입 취지는 금융시장의 변동성이 나날이 증가함으로 인해 리스크 위주의 예방적 감독을 위함이다. 자산과 신용, 금리 리스크등 보험경영 활동에 따르는 위험을 체계적으로 평가하고 감독 검사를 하기 위한 방한이다. 현재는 시험운용 단계에 있으며 기존 경영실태평가(Camel)과 병행하여 사용되고 있다.